# Hucheng, Chongqing
Hucheng (kinesiska: 虎城) är en köping i sydvästra Kina. Den ligger i stadsdistriktet Liangping i storstadsområdet Chongqing, omkring 170 kilometer nordost om det centrala stadsdistriktet Yuzhong. Antalet invånare är 24 453. Befolkningen består av 11 966 kvinnor och 12 487 män. Barn under 15 år utgör 23,0 %, vuxna 15-64 år 59 %, och äldre över 65 år 16,0 %.